# Daniel Krause (Jurist)
Daniel Krause (* 2. Juli 1964 in Berlin) ist ein deutscher Rechtsanwalt. Er ist schwerpunktmäßig als Strafverteidiger in Wirtschaftsstrafsachen tätig.

## Leben
Krause stammt aus einer Juristenfamilie, bereits seine Mutter und sein Großvater waren Rechtsanwälte, sein Vater dagegen Pfarrer. Krause wuchs in Berlin auf und studierte Rechtswissenschaften an den Universitäten Bonn, Freiburg, und der Columbia University in New York. 1995 promovierte er bei Urs Kindhäuser zu einem wirtschaftsstrafrechtlichen Thema und ist seitdem Rechtsanwalt in Berlin.
Krause ist Mitglied des Strafrechtsausschusses der Bundesrechtsanwaltskammer, Mitherausgeber der im C.H.Beck Verlag erscheinenden Neuen Zeitschrift für Strafrecht (NStZ) und Autor in dem vom Ewald Löwe begründeten Kommentar zur Strafprozessordnung (Löwe/Rosenberg).
Bekanntheit erreichte Krause durch sein Auftreten in verschiedenen vielbeachteten Wirtschaftsstrafprozessen. Er vertrat unter anderem Klaus Esser im Mannesmann-Prozess vor dem Landgericht Düsseldorf. Er verteidigte den früheren „DDR-Vermittler“ Wolfgang Vogel; dessen Verfahren wegen des Vorwurfs der Erpressung Ausreisewilliger DDR-Bürger endete 1998 mit einem Freispruch durch den Bundesgerichtshof. Krause verteidigte Herbert Grönemeyer, Stefan Krause, Markus Frick, Manfred Schmidt. und Jürgen Harder. Im Korruptionsverfahren um Ferrostaal verteidigte er den Vorstandsvorsitzenden, Matthias Mitscherlich. Matthias Graf von Krockow, früheres Mitglied der Geschäftsleitung des Bankhauses Sal. Oppenheim & Cie., verteidigte Krause in verschiedenen Strafverfahren betreffend die Bank. Im Zusammenhang mit den staatsanwaltschaftlichen Ermittlungen bezüglich der Vergabe der Fußball-Weltmeisterschaft 2006 in Deutschland vertrat Krause den Deutschen Fußball-Bund.
In der sogenannten Böhmermann-Affäre verteidigte Krause den Moderator Jan Böhmermann in dem aufgrund der Strafanzeige des türkischen Ministerpräsidenten Recep Tayyip Erdoğan eingeleiteten Strafverfahren wegen eines satirischen Gedichts u. a. wegen des Verdachts der Beleidigung von Organen und Vertretern ausländischer Staaten nach § 103 StGB a.F. Das Verfahren wurde eingestellt. Krause verteidigte Matthias Bloechle, der in den 2000er Jahren erstmals in Deutschland bei Paaren eine Präimplantationsdiagnostik mit anschließender Implantation durchführte und in der Folge strafrechtlich hierfür verfolgt wurde. Das Verfahren endete 2010 mit einem Freispruch durch den Bundesgerichtshof. Im Anschluss an dieses Verfahren wurde die Implantationsdiagnostik durch den Bundestag gesetzlich geregelt und in bestimmten Fällen zugelassen.
Krause verteidigte die Hauptaktionärin der Volkswagen AG, die Porsche SE, vor dem Landgericht Stuttgart im Verfahren betreffend Vorwürfe unrichtiger Unterrichtungen des Kapitalmarkts im Rahmen des gescheiterten Übernahmeversuchs des Volkswagen-Konzerns durch Porsche. Das Verfahren endete mit einem Freispruch. Seit 2016 vertritt er die Interessen der Volkswagen AG und diverser Gesellschaften des VW-Konzerns in der sogenannten Diesel-Affäre im Zusammenhang mit diversen in Deutschland und in zahlreichen anderen Ländern geführten staatsanwaltschaftlichen Untersuchungen.
In dem Skandal betreffend den Zahlungsdienstleister Wirecard verteidigt Krause den letzten amtierenden Finanzvorstand der Wirecard, Alexander von Knoop. Krause berät die Bundesregierung und deren Ministerien wie auch Landesministerien, Unternehmen und Einzelpersonen im Zusammenhang mit Parlamentarischen Untersuchungsausschüssen des Deutschen Bundestages und der Parlamente der Länder, beispielsweise im Zusammenhang mit den Bundestagsuntersuchungsausschüssen „Laufzeitverlängerung Kernkraftwerke“, „PKW-Maut“, der sog. „Berateraffäre“ im Bundesministerium der Verteidigung, der Cum/Ex-Thematik, der NSU-Thematik, dem Anschlag auf dem Breitscheidplatz in Berlin („Amri“), oder dem Flughafen BER.
Krause führt eine auf Wirtschafts- und Steuerstrafrecht spezialisierte Rechtsanwaltskanzlei in Berlin,  in der derzeit (2024) elf Rechtsanwälte tätig sind.

## Veröffentlichungen
- Ordnungsgemäßes Wirtschaften und Erlaubtes Risiko: Grund- und Einzelfragen des Bankrotts (§ 283 StGB) – zugleich ein Beitrag zur Dogmatik des Konkursstrafrechts (1995)
- Kommentierung der §§ 72 – 93 StPO in: Löwe/Rosenberg, Kommentar zur Strafprozessordnung, 25. Aufl. (2003) und 26. Aufl. (2008), 27. Aufl. (2017) und 28. Aufl. (2025)
- Hauptverhandlung in: Münchener Anwaltshandbuch: Strafverteidigung, hrsg. von Widmaier, 1. Aufl. (2006) und 2. Aufl. (2014) und 3. Aufl. (2022)
- Strafrechtliche Haftung von Geschäftsleitern in: Krieger/Schneider (Hrsg.), Handbuch Managerhaftung, 2. Aufl. (2010) 3. Aufl. (2016) und 4. Aufl. (2022)